# Viva l'amore/Non mi dar caffè
Viva l'amore/Non mi dar caffè è l'ultimo singolo discografico del 1968 di Jonathan & Michelle

## Descrizione
Il brano sul lato B è la cover di Young Girl Blues, contenuta nell'album Mellow Yellow di Donovan.

## Tracce
Lato A
1. Viva l'amore (Flavio Carraresi)

Lato B
1. Non mi dar caffè (cover di Young Girl Blues[4]) (testo: Ombretta Lalli – musica: Donovan; edizioni musicali Southern Music)